# Synopeas procerus
Synopeas procerus är en stekelart som beskrevs av Peter Neerup Buhl 2005. Synopeas procerus ingår i släktet Synopeas och familjen gallmyggesteklar. Inga underarter finns listade i Catalogue of Life.